# Karl Blum (Fußballspieler)
Karl Blum (* 12. November 1961) ist ein ehemaliger österreichischer Fußballspieler.

## Karriere
Blum gehörte zwischen 1980 und 1982 zum Erstligakader des SV Austria Salzburg. Sein Debüt in der 1. Division gab er im November 1980, als er am 15. Spieltag der Saison 1980/81 gegen den SK Sturm Graz in der 83. Minute für Hermann Stadler eingewechselt wurde. Dies blieb sein einziger Einsatz in jener Saison.
In der Saison 1981/82 absolvierte Blum drei Spiele für Austria Salzburg. Im April 1982 spielte er gegen den SK Sturm Graz ein erstes und einziges Mal von Beginn an.